# Lenora Qereqeretabua
Lenora Qereqeretabua, née en mars 1968, est une personnalité médiatique et femme politique fidjienne.
À partir de 1995 elle anime "The Pacific Way", « émission de télévision phare du Secrétariat général de la Communauté du Pacifique », transmise à travers l'Océanie et qui porte sur les cultures du Pacifique ainsi que les enjeux de société contemporains tels que « l’environnement, la sécurité alimentaire et la santé ». Membre du comité exécutif de la branche fidjienne de l'organisation non gouvernementale internationale Save the Children, consultante en relations publiques et ancienne Miss Fiji, elle est nommée membre en mai 2015 du comité de treize membres chargés, sous la direction du champion paralympique d'athlétisme et ministre assistant à la Jeunesse et aux Sports Iliesa Delana, de sélectionner des propositions pour un nouveau drapeau national - projet par la suite abandonné.
Figure reconnue du public, elle entre en politique en février 2018 en rejoignant le Parti de la fédération nationale. Elle indique souhaiter défendre les principes d'état de droit, de service public, de respect des différences au sein de la société multi-ethnique fidjienne, de liberté de la presse ou encore de protection de l'environnement. Elle est élue députée au Parlement national aux élections législatives de novembre 2018, siégeant sur les bancs de l'opposition avec les deux autres députés de son parti, Biman Prasad et Pio Tikoduadua.
Réélue aux élections législatives de décembre 2022, elle est élue vice-présidente du Parlement auprès du président Ratu Naiqama Lalabalavu, puis est nommée le même jour ministre adjointe au Logement et aux Autorités locales, auprès du ministre Maciu Katamotu dans le gouvernement de coalition tripartite du Premier ministre Sitiveni Rabuka. Elle demeure vice-président du Parlement lorsque Filimone Jitoko en devient le président en novembre 2024.